# Manami Toyota
Manami Toyota (Masuda, 2 marzo 1971) è una wrestler giapponese.
Nel corso della sua carriera ha lottato principalmente nella All Japan Women's Pro-Wrestling (AJW). Nel 2002 è stata introdotta nella Wrestling Observer Newsletter Hall of Fame.

## Carriera
Manami Toyota fa il suo debutto nel wrestling professionistico il 5 agosto 1987 affrontando Sachiko Nakamura. La grande occasione arriva nel suo secondo anno, durante il primo Wrestlemarinpiad nella Yokohama Arena, il 6 maggio 1989. Affiancando Mima Shimoda sconfigge Etsuko Mita e Toshiyo Yamada in un match che per poco non ruba la scena ad atlete ben più quotate. L'incontro mostrò tutti gli ingredienti che hanno reso Manami Toyota una stella di prim'ordine del wrestling professionistico femminile, ovvero mosse appariscenti, cambi frequenti e veloci, mosse di coppia e una lunga serie di drammatiche evasioni dai tentativi di essere schienata. Quando il match fu pubblicato in una videocassetta di 4 ore, Toyota divenne, a pieno titolo, un'atleta da seguire.
Vince il suo primo titolo il 18 novembre 1989, quando sconfigge Mika Takahashi conquistando l'AJW Championship. Difende il titolo per tre volte, sconfiggendo, tra le altre, anche la sua futura rivale Kyoko Inoue il 1º agosto 1990, prima di renderlo vacante il 1º settembre dello stesso anno. Il mese dopo (7 ottobre a Tokyo) sfida Bison Kimura per l'All Pacific Championship e ne esce vittoriosa. Tuttavia difende il titolo una sola volta, prima di perderlo per mano di Suzuka Minami il 17 marzo 1991.
Parallelamente a questo successo si sviluppa il feud con la sua futura tag-team partner Toshiyo Yamada. Inizialmente, visto il successo riscontrato dal team con Mima Shimoda, i dirigenti dell'AJW avevano pensato già al team, chiamato Sweethearts, come una sorta di nuove Beauty Pair o Crush Girls. Tuttavia, la vera chimica del team non si creò con Shimoda ma, bensì, con Yamada, il cui stile era diverso da quello di Toyota e ciò creava maggiore contrasto. Yamada era esile, con i capelli corti, con uno stile di lotta caratterizzato da un massiccio uso di calci che riprendeva quello di Chigusa Nagayo e Akira Maeda. Diversamente dalle altre wrestler che si affidavano ai calci e alle sottomissioni, Yamada riusciva a produrre match molto veloci realizzati mediante l'uso di calci al capo e alla nuca delle avversarie, costringendole a ripetute e faticose evasioni al conto di 2. Ed è così che ha vita uno dei più fortunati tag team femminili della storia: 62 Nen Gumi no "Kogane Combi", ovvero, La Combinazione del Team Dorato del 1987 (data di esordio di entrambe). Tuttavia, come detto, all'inizio Toyota e Yamada erano avversarie oltre che compagne di team, e tra il 1989 e il 1991 si sfidarono molte volte. All'inizio del 1992, le due, vinsero i loro primi titoli di coppia sconfiggendo KAORU e Lady Apache a Tokyo, il 19 gennaio, e conquistando gli UWA Women's World Tag Team Championship.
Nel frattempo il loro feud non era ancora finito, e raggiunse il suo culmine il 15 agosto 1992 in un Hair vs Hair match. Lo scontro fu drammatico, e, se possibile, il post-match lo fu ancora di più. Toyota, dopo aver vinto il match era contraria al fatto che Yamada dovesse rasarsi a zero e, dopo aver tentato di impedirlo, fu respinta da quattro inservienti e costretta a terra per impedire che intervenisse ancora. Per rispettare le condizioni del match, Yamada volle seguire ciò che dettavano le regole e si fece rasare a zero. Poco dopo questo match le due atlete ritornarono a fare coppia e conquistarono i loro primi WWWA World Tag Team Championships nel Marzo del 1992, sconfiggendo le temibili Jungle Jack (Aja Kong e Bison Kimura) in quel di Tokyo. Il 26 novembre 1992 durante lo show AJW Dreamrush Toyota e Yamada difendono i loro titoli dall'attacco di Mayumi Ozaki e Dynamite Kansai in un 2 out of 3 Falls match, incontro che ricevette 5 stelle da Dave Meltzer della Wrestling Observer Newsletter.
Nell'Aprile dello stesso anno Manami Toyota favorì la sua carriera da singola sconfiggendo la sua rivale Kyoko Inoue a Yokohama, conquistando l'IWA Singles Championship. Toyota difese il titolo per ben otto volte nel giro di tre anni, prima di perderlo per mano di Reggie Bennett, il 15 maggio 1995. È proprio in questo periodo che Manami Toyota si afferma come una delle più forti wrestler nel panorama mondiale, al livello di molti dei suoi colleghi maschi.
A Dreamslam II, l'11 aprile 1993 Toyota e Yamada sono impegnate nel rematch contro Mayumi Ozaki e Dynamite Kansai del JWP Project. Questa volta però Toyota e Yamada devono piegarsi davanti alla voglia di vendetta delle avversarie che riconquistano i titoli di coppia. Anche questo match, con la stessa stipulazione del primo, ottiene le 5 stelle da Dave Meltzer, e, inoltre viene giudicato come Match of the Year 1993 dalla Wrestling Observer Newsletter. Il feud si conclude all'evento AJW's St. Battle Final, il 18 dicembre 1993, dove Toyota e Yamada si riappropriano del titolo.
Il 24 agosto 1994 Manami Toyota sconfigge ancora Kyoko Inoue unificando l'IWA Singles Championship e il Pacific Singles Championship. Il contemporaneo possesso di due titoli per Manami dura poco. Il 9 ottobre Kyoko Inoue si vendica conquistando i WWWA Tag Team Championship insieme alla sua omonima, ma non parente, Takako Inoue. Successivamente Manami Toyota rese vacante anche il Pacific Championship, ponendosi come obiettivo primario la conquista del WWWA Heavyweight Championship detenuto da Aja Kong. Il match è il Main Event dello show AJW's Queendom III, il 26 marzo 1995. Il risultato del match è chiaro: Manami Toyota ha raggiunto il vertice della sua carriera e della AJW divenendo la 39ª detentrice del WWWA Heavyweight Championship.
Il 7 maggio Manami Toyota si trova a dover difendere il suo titolo dall'attacco della sua arci-rivale Kyoko Inoue. Nella Korakuen Hall si affrontano in un match dal tempo limite di 60 minuti. A dispetto dei Piledriver sul pavimento, dei German Suplex fuori dal ring e delle molteplici finisher, nessuna delle due straordinarie atlete riesce a prevalere sull'altra. Manami Toyota mantiene il titolo e il match risulta straordinario. Viene valutato con 5 stelle da Dave Meltzer, viene nominato Match dell'anno 1995 e consacra definitivamente Manami Toyota come la più grande wrestler femminile di tutti i tempi, essendo l'unica donna nella storia ad aver preso parte a 5 match a 5 stelle.
Il mese seguente, il 27 giugno, Manami Toyota perde il titolo ai danni della precedente campionessa, Aja Kong. Toyota però si riprende subito dalla sconfitta; vincendo l'AJW Gran Prix Tournament e sconfiggendo, il 2 settembre, Akira Hokuto nello show AJW's Destiny conquista il diritto di sfidare la campionessa in carica. Il 4 dicembre avviene il match, Manami Toyota sconfigge la campionessa Dynamite Kansai e si laurea, per la seconda volta, WWWA Heavyweight Champion.
In dodici mesi riesce per tre volte a respingere gli attacchi delle sfidanti, ma nel Dicembre del 1996 deve arrendersi a Kyoko Inoue che la sconfigge, unificando l'All Pacific Title e l'IWA Women's Title con il WWWA Heavyweight Championship.

## Personaggio

### Mosse finali
- Japanese Ocean Queen Bee Bomb (Scoop brainbuster seguito da un leg hook brainbuster)
- Japanese Ocean Cyclone Suplex (Shoulder Mounted Cross-armed Suplex o Cross-armed Electric Chair Drop)
- Japanese Ocean Suplex (German Suplex con l'avversaria con le braccia incrociate dietro la schiena)

## Titoli e riconoscimenti
All Japan Women's Pro-Wrestling
- AJW Championship (1)
- All Pacific Championship (2)
- IWA World Women's Championship (1)
- Japan Grand Prix (1990, 1995, 1998, 1999)
- WWWA World Heavyweight Championship (4)
- WWWA World Tag Team Championship (3 - con Toshiyo Yamada (2); con Mima Shimoda (1))

GAEA Japan
- AAAW Singles Championship (1)
- AAAW Tag Team Championship (1 - con Carlos Amano)

JWP Project
- JWP Open-weight Division Champion (1)
- JWP Tag Team Championship (1 - con Kaoru Ito)

Universal Wrestling Association
- UWA World Tag Team Championship (1 - con Toshiyo Yamada)

Wrestling Observer Newsletter
- Wrestling Observer Newsletter Hall of Fame (Introdotta nel 2002)
- Match Of The Year (1993, con Toshiyo Yamada contro Dynamite Kansai e Mayumi Ozaki; 1995, contro Kyoko Inoue)
- Most Outstanding Wrestler (1995)